# SS-Totenkopfverbände
SS-Totenkopfverbände forkortet SS-TV (dansk: ~ dødningehovedafdelinger) var enheder i Schutzstaffel (SS) med ansvar for forvaltningen af de nazistiske koncentrationslejre i Det Tredje Rige. De første Waffen-SS-styrker, SS-Division "Totenkopf", blev hentet fra Totenkopfverbände. 
SS-TV blev oprettet af SS-Standartenführer Theodor Eicke. Den første enhed blev oprettet i koncentrationslejren Dachau. Efter de lange knives nat i 1934 blev Eicke, der havde spillet en vigtig rolle i udrensningen af SA, udnævnt til Inspekteur der Konzentrationslager und Führer der SS Wachtverbände (dansk: ~ inspektør for koncentrationslejrene og fører for vagtenhederne). Navnet Totenkopfverbände blev formelt indført af Heinrich Himmler den 29. marts 1936. 
Enhederne bevarede navnet gennem hele 2. verdenskrig, men opgaverne blev senere af mere militær karakter.
.